# Paul Sobol
Paul Sobol (París, 26 de junio de 1926 - Bruselas, 17 de noviembre de 2020) fue un sobreviviente belga del Holocausto que participó activamente en la educación sobre el Holocausto en Bélgica.

## Vida
Paul Sobol nació en París, Francia en 1926 en una familia de clase trabajadora de origen polaco-judío que había emigrado de Polonia. La familia emigró a Bruselas en 1928 y vivió en Bélgica en el momento de la ocupación alemana en la Segunda Guerra Mundial. La familia evitó las medidas antijudías impuestas por las autoridades alemanas y se escondió en 1942 cuando se impuso el uso obligatorio de la insignia amarilla de la estrella de David para marcar a los judíos. Sobol adoptó el seudónimo de Robert Sax para disfrazar su ascendencia.
La familia sobrevivió más de cuatro años bajo la ocupación, pero fue denunciada a las autoridades alemanas y arrestada el 13 de junio de 1944. Fueron recluidos en el campo de tránsito de Malinas. Toda la familia fue deportada al campo de concentración de Auschwitz el 31 de julio de 1944 en el convoy final para salir de Bélgica. En Auschwitz, Sobol fue asignado a un kommando (detalle de trabajo) como carpintero. Después de que Auschwitz fuera evacuado antes del avance soviético, Sobol se vio obligado a participar en una marcha de la muerte hacia el campo de concentración de Gross-Rosen, donde fue retenido con otros prisioneros en vagones de carga con destino al campo de concentración de Dachau. Mientras lo transportaban por ferrocarril el 25 de abril de 1945, el tren fue atacado por aviones aliados y Sobol escapó. Encontró refugio en un pueblo con prisioneros franceses y fue liberado por las fuerzas estadounidenses el 1 de mayo de 1945. Regresó a Bélgica y se reunió con su hermana. Su hermano menor y sus padres, todos deportados al mismo tiempo, murieron en el Holocausto.
Sobol se casó en 1947 y tuvo dos hijos. Trabajó en publicidad y, en 1954, fundó su propia empresa de publicidad. Después de guardar silencio inicialmente sobre sus experiencias, se involucró activamente en la educación sobre el Holocausto en Bélgica desde 1987 y habló con frecuencia en las escuelas y fue ampliamente aclamado como un "passeur de mémoire" (guardian de la memoria). Fue miembro de la junta directiva y del comité de educación de la Fundación Auschwitz. Publicó una memoria en 2010 titulada Je me souviens d'Auschwitz (Recuerdo Auschwitz).
Sobol falleció el 17 de noviembre de 2020 por aneurisma.

## Libro
- Paul Sobol (2010), Je me souviens d'Auschwitz. De l'étoile de shérif à la croix de vie (Bruselas: Racine, 2010), 221pp.ISBN 2-87386-680-2[8]